# パリ条約 (1320年)

フランドル伯の紋章。

パリ条約（パリじょうやく、ドイツ語: Vertrag von Paris）は1320年5月5日に締結された、フランス王フィリップ5世とフランドル伯ロベール3世の間の条約。

## 背景
条約締結以前からフランドル側の不満が長年にわたってつもり、フランス・フランドル戦争で頂点に達した。1300年、フランス王フィリップ4世はフランドル伯ギー、その息子ロベールや数人の貴族を捕らえ、1305年まで釈放しなかった。ギーは捕囚の身のまま1305年に死去、息子のヌヴェール伯ロベールがロベール3世としてフランドル伯を継いだ。釈放とフランドル返還の条件はフランスによる1305年のアティス＝シュル＝オルジュ条約の受諾であり、この強圧的な態度はフランドルの反乱を再燃させた。
1312年7月11日にはロベール3世がポントワーズでリール、ドゥエー、ベテューヌの割譲を条件とした講和に同意したが、1314年から1316年までフランドル軍は再びフランスと戦い、今度はフランスが勝利した。一連の戦争にフランドルの織物商人たちは和平を強く要求し、パリ条約締結につながった。一方、フランス王はフランドル伯がイングランドとの交渉を開始したことも知り、フランドルをフランスの勢力圏内に留めさせようとした。

## 内容
条約により、ロベール3世の孫であるヌヴェール伯ルイ2世はフランス王フィリップ5世の娘マルグリットと結婚、2人の結婚式は1320年7月21日に行われた。リール、ドゥエー、オルシは割譲され、ロベール3世はこれらの土地の継承から除外され、3万リーブルをフランスに支払った。

## その後
フランス王の封臣であるにもかかわらず、ロベール3世はフランス王に忠誠ではなかった。彼は賠償金の支払いを拒否し、1322年に死去するまでフランドルをフランスの影響から脱しようと努力した。